# کارلینهوس (بازیکن فوتبال، زاده ژوئن ۱۹۹۴)
کارلوس وینیسیوس سانتوس دی جسوس (به پرتغالی: Carlos Vinícius Santos de Jesus) مدافع اهل برزیل است که در شهر Itaporanga و در تاریخ ۲۲ ژوئن ۱۹۹۴ به دنیا آمده‌است.
کارلینهوس در تیم‌های فوتبال بایر ۰۴ لورکوزن سابقهٔ حضور دارد.